# Tabanus univentris
Tabanus univentris är en tvåvingeart som beskrevs av Walker 1848. Tabanus univentris ingår i släktet Tabanus och familjen bromsar. Inga underarter finns listade i Catalogue of Life.